# Salmo 12
Il salmo 12 (11 secondo la numerazione greca) costituisce il dodicesimo capitolo del Libro dei salmi.
È tradizionalmente attribuito al re Davide. È utilizzato dalla Chiesa cattolica nella liturgia delle ore.

## Testo
| versetto | originale ebraico                                                | traduzione italiana della Cei                                                                                             | latino della Volgata                                                                                              |
| -------- | ---------------------------------------------------------------- | --- | --- |
| 1        | לַמְנַצֵּחַ עַל-הַשְּׁמִינִית, מִזְמוֹר לְדָוִד                                     | Al maestro del coro. Sull'ottava. Salmo. Di Davide.                                                                       | [In finem pro octava psalmus David]                                                                               |
| 2        | הוֹשִׁיעָה יְהוָה, כִּי-גָמַר חָסִיד: כִּי-פַסּוּ אֱמוּנִים, מִבְּנֵי אָדָם                | Salvami, Signore! Non c'è più un uomo fedele; è scomparsa la fedeltà tra i figli dell'uomo.                               | Salvum me fac Domine quoniam defecit sanctus quoniam deminutae sunt veritates a filiis hominum                    |
| 3        | שָׁוְא, יְדַבְּרוּ--אִישׁ אֶת-רֵעֵהוּ: שְׂפַת חֲלָקוֹת--בְּלֵב וָלֵב יְדַבֵּרוּ                | Si dicono menzogne l'uno all'altro, labbra bugiarde parlano con cuore doppio.                                             | Vana locuti sunt unusquisque ad proximum suum labia dolosa in corde et corde locuti sunt                          |
| 4        | יַכְרֵת יְהוָה, כָּל-שִׂפְתֵי חֲלָקוֹת-- לָשׁוֹן, מְדַבֶּרֶת גְּדֹלוֹת                     | Recida il Signore le labbra bugiarde, la lingua che dice parole arroganti,                                                | Disperdat Dominus universa labia dolosa linguam magniloquam                                                       |
| 5        | אֲשֶׁר אָמְרוּ, לִלְשֹׁנֵנוּ נַגְבִּיר—שְׂפָתֵינוּ אִתָּנוּ: מִי אָדוֹן לָנוּ                  | quanti dicono: «Per la nostra lingua siamo forti, ci difendiamo con le nostre labbra: chi sarà nostro padrone?».          | Qui dixerunt linguam nostram magnificabimus labia nostra a nobis sunt quis noster dominus est                     |
| 6        | מִשֹּׁד עֲנִיִּים, מֵאֶנְקַת אֶבְיוֹנִים:עַתָּה אָקוּם, יֹאמַר יְהוָה; אָשִׁית בְּיֵשַׁע, יָפִיחַ לוֹ | «Per l'oppressione dei miseri e il gemito dei poveri, io sorgerò – dice il Signore – metterò in salvo chi è disprezzato». | Propter miseriam inopum et gemitum pauperum nunc exsurgam dicit Dominus ponam in salutari fiducialiter agam in eo |
| 7        | אִמְרוֹת יְהוָה, אֲמָרוֹת טְהֹרוֹת:כֶּסֶף צָרוּף, בַּעֲלִיל לָאָרֶץ; מְזֻקָּק, שִׁבְעָתָיִם       | I detti del Signore sono puri, argento raffinato nel crogiolo, purificato nel fuoco sette volte.                          | Eloquia Domini eloquia casta argentum igne examinatum probatum terrae purgatum septuplum                          |
| 8        | אַתָּה-יְהוָה תִּשְׁמְרֵם; תִּצְּרֶנּוּ, מִן-הַדּוֹר זוּ לְעוֹלָם                          | Tu, o Signore, ci custodirai, ci guarderai da questa gente per sempre.                                                    | Tu Domine servabis nos et custodies nos a generatione hac et in aeternum                                          |
| 9        | סָבִיב, רְשָׁעִים יִתְהַלָּכוּן; כְּרֻם זֻלּוּת, לִבְנֵי אָדָם                          | Mentre gli empi si aggirano intorno, emergono i peggiori tra gli uomini.                                                  | In circuitu impii ambulant secundum altitudinem tuam multiplicasti filios hominum                                 |